# Mont Neishi
Le mont Neishi (根石岳, Neishi-dake) est une montagne culminant à 2 603 m d'altitude à la limite des villes de Chino et Koumi dans la préfecture de Nagano au Japon. Cette montagne appartient au groupe volcanique septentrional de Yatsugatake.
Le mont Neishi est un stratovolcan inclus dans le parc quasi national de Yatsugatake-Chūshin Kōgen.